# Xenojulis
Xenojulis is een monotypisch geslacht van straalvinnige vissen uit de familie van de lipvissen (Labridae).

## Soort
- Xenojulis margaritaceus (Macleay, 1883)